# Anchitell Grey
Anchitell Gray (ch.1624 - 8 juillet 1702) est un homme politique anglais qui siège à la Chambre des communes à deux reprises entre 1665 et 1695. Même s'il parle rarement, il tient un journal détaillé des débats à la Chambre des communes, résumant les discours qu'il entend. Le journal, publié au 18e siècle, est le principal document qui subsiste pour les débats au Parlement pendant la majeure partie de la période qu'il couvre . 

## Biographie

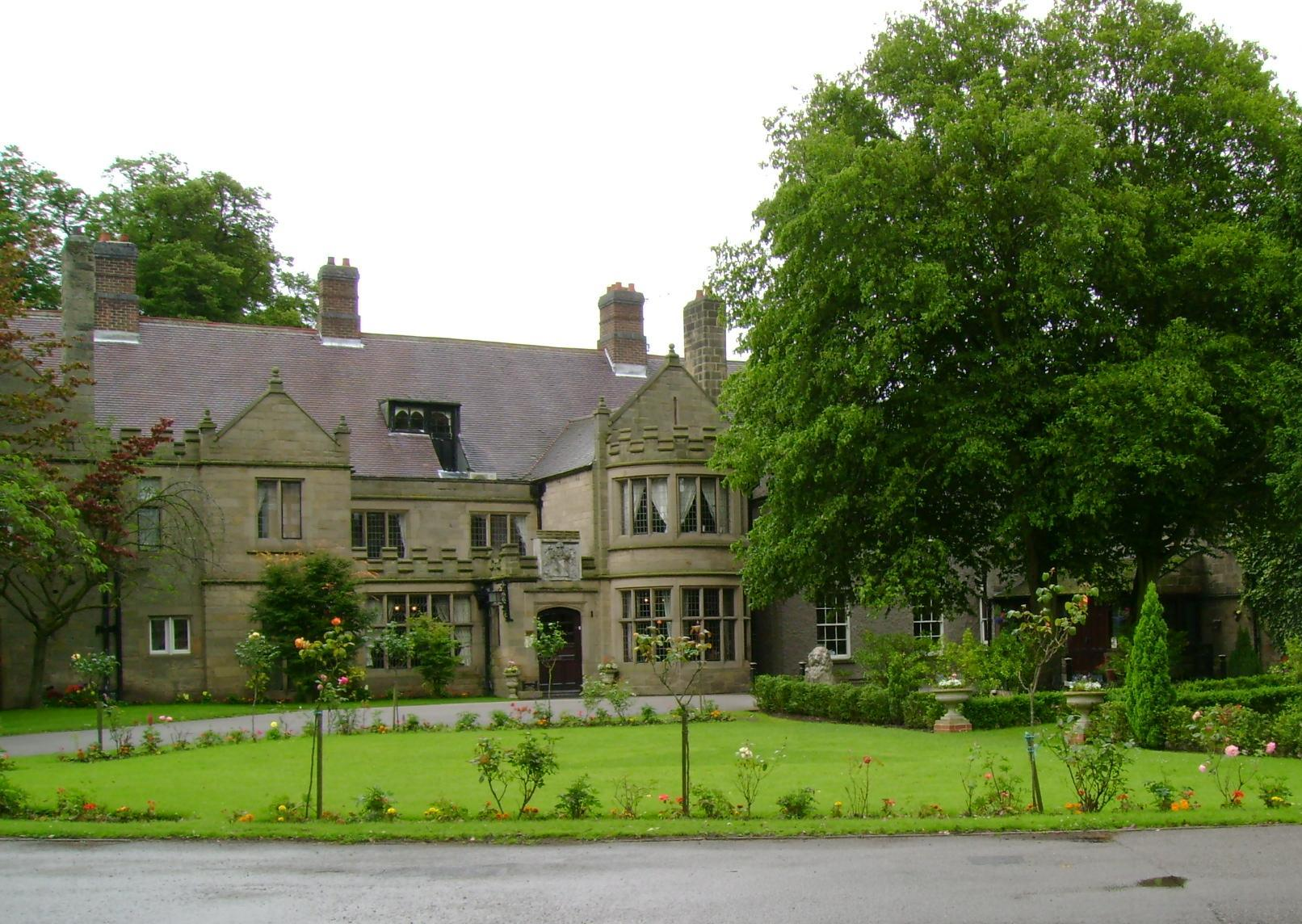
Risley Hall, Derbyshire

Il est le deuxième fils de Henry Grey (1er comte de Stamford) et de son épouse Lady Anne Cecil, fille de William Cecil (2e comte d'Exeter). Il est le frère cadet de Thomas Gray (Lord Grey de Groby) (en) . 
Il est probablement éduqué à la maison car on en sait peu sur son éducation. Il épouse Anne, fille et cohéritière de Sir Henry Willoughby, 1er baronnet. Anne est la veuve de Sir Thomas Aston (1er baronnet) (en). Elle hérite du domaine de son père à Risley Hall dans le Derbyshire . 
Il est commissaire à l'évaluation dans le Derbyshire en 1657 et est nommé haut-shérif du Nottinghamshire pour 1657-1858. Royaliste, en 1659, il est arrêté pour avoir soutenu le soulèvement de son beau-frère Sir George Booth contre le Parlement croupion . 
Après la restauration, il est élu député de Derby en 1665 au Parlement cavalier. Il est réélu député de Derby en 1679 pour les premier et deuxième parlements d'exclusion et de nouveau en 1681. En 1689, il est de nouveau élu député de Derby et siège jusqu'en 1695 . 
Commencé en 1667, le journal parlementaire de Grey se poursuit jusqu'au 25 avril 1694. Initialement perdu, le manuscrit de Grey Débats de la Chambre des communes de 1667 à 1694 est publié pour la première fois en 10 volumes en 1763 après sa découverte, et republié le plus récemment en 2007 . 
Il est décédé d'un cancer de la bouche à Risley Hall à l'été 1702 et est enterré à côté d'Anne, décédée en 1688. Lui et Anne ont eu un fils, Willoughby (décédé en 1701), et une fille, Elizabeth (décédée en 1721). Ses deux enfants sont morts célibataires. Sa fille est bienfaitrice de trois écoles de Risley fondées par son ancêtre, Sir Michael Willoughby . 